# The King of Limbs: Live from the Basement
The King of Limbs: Live from the Basement és un àlbum de vídeos en directe de la banda britànica Radiohead.
Inclou les interpretacions de les vuit cançons que componen The King of Limbs més els senzill "The Daily Mail" i "Staircase". Les edicions en DVD i Blu-ray també inclou el senzill "Supercollider", un codi de descàrrega i un llibret de fotos sobre les sessions d'enregistrament. De fet fou el primer disc en format Blu-ray publicat per Radiohead. Durant l'actuació, als cinc membres del grup s'hi van unir diversos músics convidats com per exemple Clive Deamer, que acompanyava el grup en les gires.

## Llista de cançons
| Núm.          | Títol               | Durada |
| ------------- | ------------------- | ------ |
| 1.            | «Bloom»             | 6:13   |
| 2.            | «The Daily Mail»    | 4:10   |
| 3.            | «Feral»             | 3:35   |
| 4.            | «Little by Little»  | 4:47   |
| 5.            | «Codex»             | 5:09   |
| 6.            | «Separator»         | 6:36   |
| 7.            | «Lotus Flower»      | 5:43   |
| 8.            | «Staircase»         | 5:06   |
| 9.            | «Morning Mr Magpie» | 5:46   |
| 10.           | «Give Up the Ghost» | 5:53   |
| Durada total: | Durada total:       | 52:53  |

| 11. | «Supercollider» | 5:41 |

## Personal
Radiohead
- Colin Greenwood – baix
- Jonny Greenwood – guitarra, FX, teclats, portàtil, bateria, baix
- Ed O'Brien – guitarra, FX, veus addicionals
- Phil Selway – bateria, percussió
- Thom Yorke – cantant, guitarra, teclats, piano, percussió

Addicional
- Clive Deamer – bateria, bateria electrònica, percussió
- Noel Langley, Yazz Ahmed, Clare Moss, Trevor Mires, Owen Marshall, Ben Castle, Phil Todd – instruments de metall